# Careproctus ampliceps
Careproctus ampliceps és una espècie de peix pertanyent a la família dels lipàrids.

## Hàbitat
És un peix marí i batidemersal que viu entre 3.495 i 3.514 m de fondària.

## Distribució geogràfica
Es troba al mar de Ross.

## Observacions
És inofensiu per als humans.